# Thomas-Morse XP-13 Viper
El Thomas-Morse XP-13 Viper fue un prototipo de avión de caza biplano diseñado por la compañía estadounidense Thomas-Morse Aircraft Corporation. El aeroplano fue entregado al Ejército de los Estados Unidos en 1929, pero no fue adoptado.

## Diseño y desarrollo

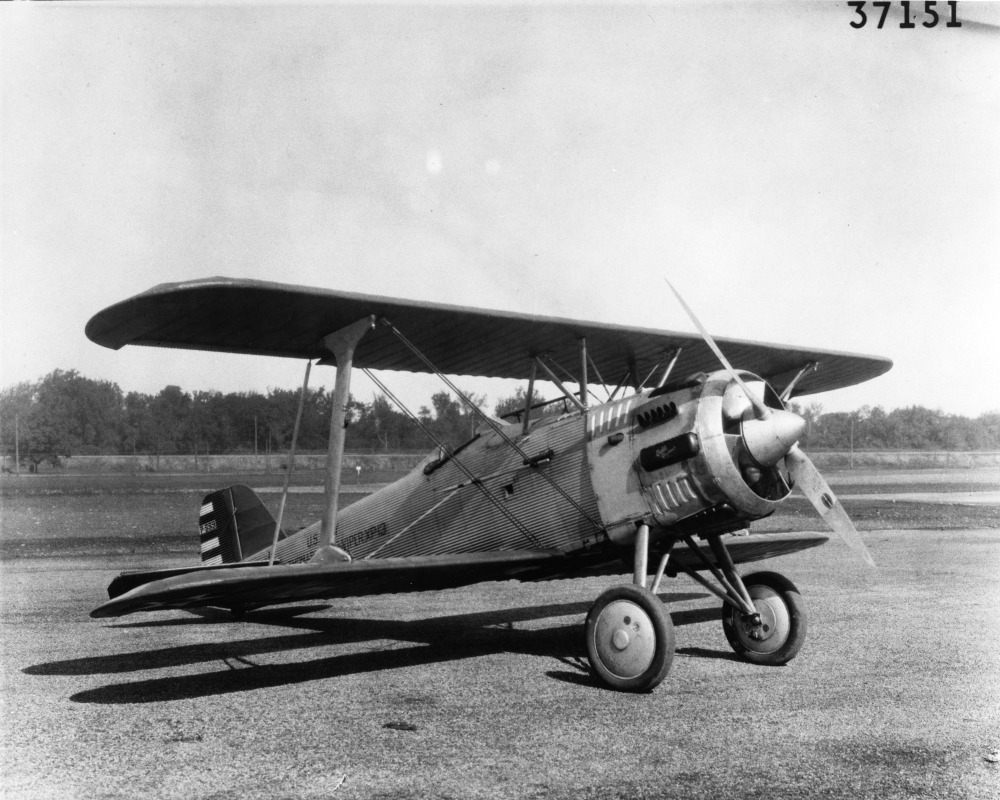
El XP-13, propulsado por el motor Curtiss H-1640-1 Chieftain.

Este avión fue uno de los varios diseños de B. Douglas Thomas, construido con la esperanza de obtener un contrato de producción del Ejército, tras el exitoso Thomas-Morse MB-3 de 1919. Financiado por la compañía, y bautizado Viper (Víbora), fue comprado oficialmente por el Ejército en junio de 1929 y designado XP-13.
El fuselaje del XP-13 tenía un recubrimiento de aluminio corrugado por encima de una estructura metálica; las superficies de vuelo también eran de estructura metálica, pero recubiertas de la tradicional tela. Si bien estaba diseñado para usar el motor Curtiss H-1640-1 Chieftain de 600 hp (un novedoso radial de 12 cilindros en dos filas y refrigerado por aire, con los cilindros traseros directamente detrás de los cilindros delanteros, en lugar de estar alternos, como en un radial normal), por lo que el XP-13 incorporaba un complejo sistema de deflectores para dirigir el aire refrigerante por encima del motor, el mismo simplemente no se refrigeraba lo suficiente, y en septiembre de 1930 fue reemplazado por un Pratt & Whitney SR1340C Wasp de 450 hp. Irónicamente, el menos potente motor resultó en un incremento de la velocidad en 25 km/h, al menos parcialmente debido al menor peso.
Al final, el Ejército se decidió en contra de la producción, Thomas-Morse fue adquirida por Consolidated Aircraft, y el prototipo se perdió en un fuego en vuelo. 

## Variantes
XP-13
Prototipo, número de serie 29-453 con motor hexagonal Curtiss H-1640-1 Chieftain de 448 kW (600 hp).
XP-13A
El XP-13 modificado con un Pratt & Whitney SR-1340-C de 391 kW (525 hp) encapsulado en una capota NACA, junto con una aleta y timón revisados.
XP-14
Esta designación fue usada para una versión propuesta de Curtiss, del Viper, con el motor hexagonal Curtiss H-1640-1 Chieftain.

## Operadores
Estados Unidos

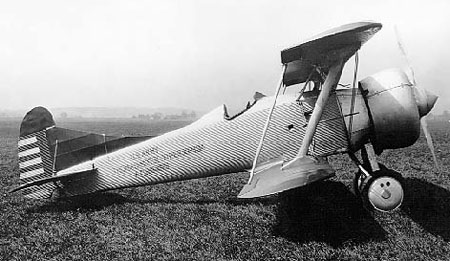
Vista lateral de la variante XP-13A propulsada por un P&W, mostrando el recubrimiento corrugado de aluminio.

- Cuerpo Aéreo del Ejército de los Estados Unidos

## Especificaciones (XP-13 (motor Chieftain))
Referencia datos: "The Complete Book of Fighters" Editors: William Green & Gordon Swanborough (Barnes & Noble Books New York, 1998, ISBN 0-7607-0904-1), 608 pp.

### Características generales
- Tripulación: Uno (piloto)
- Longitud: 7,2 m (23,5 ft)
- Envergadura: 8,5 m (28 ft)
- Altura: 2,6 m (8,4 ft)
- Superficie alar: 17,6 m² (189,4 ft²)
- Peso vacío: 1026 kg (2261,3 lb)
- Peso cargado: 1477 kg (3255,3 lb)
- Planta motriz: 1× motor radial de 12 cilindros en dos filas y refrigerado por aire Curtiss H-1640-1 Chieftain.
  - Potencia: 448 kW (618 HP; 609 CV)

### Rendimiento
- Velocidad máxima operativa (Vno): 277 km/h (172 MPH; 150 kt) (a nivel del mar)
- Velocidad crucero (Vc): 209 km/h (130 MPH; 113 kt) [5]
- Alcance: 312 km (168 nmi; 194 mi) [5]
- Techo de vuelo: 6300 m (20 669 ft)
- Régimen de ascenso: 8,6 m/s (1693 ft/min)

## Aeronaves relacionadas

### Secuencias de designación
- Secuencia P-_ (Cazas (Pursuit) del USAAC/USAAF/USAF, 1924-1962): ← XP-10 - P-11 - P-12 - XP-13 - XP-14 - XP-15 - P-16 - P-17 →